# Резанов, Игорь Александрович
Игорь Александрович Резанов (18 ноября 1927, с. Дворянское Сызранского уезда Ульяновской губернии — 15 апреля 2006, пос. Клязьма Пушкинского района Московской области) — историк науки, доктор геолого-минералогических наук (1970). Главный научный сотрудник отдела истории наук о Земле Института истории естествознания и техники им. С. И. Вавилова РАН. Председатель секции по истории наук о Земле Национального комитета по истории и философии науки и техники.

## Биография
Родился 18 ноября 1927 года в селе Дворянское Сызранского уезда, Ульяновской губернии. В семье Резанова Александра Яковлевича (1893-) и Ильинской Раисы Ивановны (1894-), родом из Симбирской губернии.

### Образование
1944—1946 — учился в Московском горном институте.
1946—1951 — перешёл в Московский государственный геолого-разведочный университет.
В 1957 году защитил диссертацию на соискание учёной степени кандидат геолого-минералогических наук, по теме: Тектоника и сейсмичность Туркмено-Хорасанских гор.
В 1972 году защитил докторскую диссертацию.

### Научная работа
В 1951—1970 годах работал в Геофизическом институте Академии наук СССР, который затем был в выделен из него в 1956 году в отдельный Институт физики Земли им. О. Ю. Шмидта.
В 1970—1978 годах был заведующим сектором геологической интерпретации геоакустики Всесоюзного научно-исследовательского института ядерной геофизики и геохимии Министерства геологии СССР.
Внес значительный вклад в геотектонику, происхождения и эволюции океанических областей, был одним из наиболее авторитетных защитников теории геосинклиналей как альтернативы теории тектоники плит.
Руководил коллективом геологов, геофизиков и геохимиков, занимавшихся разработкой программы сверхглубокого бурения в СССР и методики исследования сверхглубоких скважин; участвовал в изучении кернов Кольской сверхглубокой скважины.
Выполнил полевые исследования в области тектоники и геофизики Туркмении, Северо-Востока СССР, Северного Вьетнама, Кольского полуострова, Казахстана и Кавказа.
В 1978—2006 годах работал в Cекторе истории геолого-географических наук ИИЕТ РАН. Занимался историей геологии.

### Популяризация науки
Известен как популяризатор науки, его научно-популярные книги «Великие катастрофы в истории Земли» (1972. 1980, 1984), «Атлантида: фантазия или реальность?» (1975, 1976), «Атлантида с позиций геологии» (1976) были переведены на многие европейские языки. Опубликовал также историческую повесть «Амазонки» (М., 2001).

### Последние годы жизни
В последние годы жизни жил преимущественно на даче в посёлке Клязьма Пушкинского района Московской области.
Скончался 15 апреля 2006 года. Урна с прахом находится в колумбарии Николо-Архангельского кладбища.

## Адреса
Жил в Москве:
- 1928—1994 — Восточная улица, дом 1/7, корп. 7.
- 1995—2006 — Улица Мусоргского, дом 5, корп. 3.

## Членство в организациях
- 1955 — КПСС
- 1984 — Международная комиссия по истории геологических наук.